# Dune: Casa Atreides
Dune: Casa Atreides (1999) (titlu original Dune: House Atreides) este un roman science fiction scris de Brian Herbert și Kevin J. Anderson, a cărui acțiune se petrece în  universul Dune creat de Frank Herbert. Este prima carte din Preludiul Dunei, care are loc înaintea celebrului roman din 1965 al lui Herbert Dune.  Conform spuselor autorilor, romanele din Preludiul Dunei au fost creionate pornind de la însemnările lăsate de Frank Herbert.

## Intriga
Romanul începe pe planeta Arrakis, cu 35 de ani înaintea evenimentelor din Dune. Baronul Vladimir Harkonnen tocmai a preluat conducerea planetei (cunoscută și sub numele de Dune) de la fratele său mai tânăr, Abulurd, care a permis ca producția de mirodenie să scadă drastic. Baronul a sesizat oportunitatea de a realiza profituri uriașe și a început să-și creeze depozite ilegale de mirodenie
Pe planeta capitală a Imperiului, Kaitain, tânărul planetolog Pardot Kynes a venit de pe Salusa Secundus pentru a intra în audiență la Împăratul Padișah Elrood Corrino al IX-lea. Bătrânul împărat îi încredințează lui Kynes misiunea de a merge la singura sursă cunoscută de melanj, Arrakis, pentru a afla cum este produsă prețioasa substanță. Între timp, Prințul Shaddam și acolitul său, Hasimir Fenring, complotează împotriva lui Elrood. Shaddam nu întinerește și se pare că împăratul de 157 de ani e capabil să mai domnească încă 50. Shaddam decide să își otrăvească tatăl, pentru a-și grăbi succesiunea la tron.
Ducele Paulus Atreides de pe planeta Caladan plănuiește să își trimită fiul și moștenitorul, Leto, la curtea lui Dominic Vernius de pe Ix, pentru a studia politica alături de fiul acestuia, Rhombur. Mama lui Leto, doamna Helenal, nu este de acord, nu numai pentru că este o femeie religioasă, dar și pentru că tatăl ei, contele Richese, este principalul rival al lui Vernius.
Bene Gesserit se apropie de crearea lui Kwisatz Haderach, rămânându-le de aranjat încă trei generații. Pasul următor este de a o trimite pe Cucernica Maică Gaius Helen Mohiam pe Giedi Prime, pentru a concepe un copil cu baronul Vladimir. Acest copil urmează a se căsători cu Leto Atreides pentru a da naștere mamei lui Kwisatz Haderach. La început, baronul nu este interesat, dar, după ce este șantajat cu secretul depozitelor sale de mirodenie, acceptă, concepând o fată cu Mohiam.
Între timp, tânărul sclav Harkonnen nr. 11368, Duncan Idaho, încearcă să scape din pădurile de pe Giedi Prime, unde na-baronul Glossu Rabban vrea să îl omoare ca parte a unui joc pe care îl joacă cu prietenii săi. Duncan reușește să scape, îmbarcându-se pe o navă care îl duce pe Caladan.
Pardot Kynes ajunge pe Arrakis și își începe munca. Nemulțumit de conducerea harkonnenilor, devine tot mai interesat de nativii fremeni din deșert și de posibilitatea terraformării planetei. Pardot descoperă tot mai multe dovezi că, în urmă cu foarte mult timp, Arrakis a fost acoperit cu oceane imense, iar curiozitatea lui despre condițiile care au schimbat clima în cea de azi crește.
Leto ajunge la Marele Palat de pe Ix unde nu își găsește doar un egal în prințul Rhombur, dar și o iubită, în persoana surorii acestuia, Kailea. Dar lucrurile nu stau cum trebuie pe Ix. Suboizii care construiesc nave în adâncimile orașelor din Ix sunt tot mai nemulțumiți de condițiile lor de viață și de blasfemia reprezentată de munca lor.
Împăratul Elrood arată primele semne de senilitate datorate unei otrăvi cu acțiune lentă pe care i-o administrează Fenring. O delegație Bene Tleilaxu ajunsă pe planetă discută despre posibilitatea producerii melanjului în laborator. Elrood este interesat de acest "proiect Amal", iar Tleilaxu au o singură dorință în schimb: împăratul trebuie să le acorde sprijinul militar pentru a prelua planeta Ix, despre care ei susțin că posedă resursele tehnologice și indutriale necesare experimentelor. Împăratul, care are polițe mai vechi de plătit lui Vernius, este de acord să le furnizeze sprijinul necesar.
După ce salvează trei tineri fremeni de trupele harkonnen, Pardot este dus la un sietch. După o dezbatere îndelungată, naibul acestuia decide să îl execute, dar asasinul ales află despre planurile pe care Pardot le are pentru terraformarea planetei și despre speranța pe care o aduce această viziune. Drept urmare, asasinul se sinucide, lucru considerat de fremeni un semn. Pardot este primit între fremeni ca profet, căsătorindu-se cu o femeie de-a lor și dând naștere unui copil, Liet.

Bastarda Harkonnen născută pe Wallach IX nu este ceea ce așteptau Bene Gesserit, fiind prea slabă pentru a da naștere mamei lui Kwisatz Haderach. Singura soluție este întoarcerea pe Giedi Prime și șantajarea baronului pentru a da naștere unei noi fete Harkonnen. Baronul așteaptă cu nerăbdare acest lucru, violând-o sălbatic pe Mohiam. Aceasta se răzbună impregnându-l pe baron cu o boală incurabilă care îl va face obez în timp, distrugându-i trupul frumos.
Ix este atacată pe neașteptate de o forță combinată de Tleilaxu și sardaukari. Leto, Rhombur și Kailea scapă și se refugiază pe reședința Casei Atreides, Caladan. Pentru a distrage atenția de la copii, Vernius și soția lui dispar, devenind renegați în imperiu. Tleilaxu stabilesc un nou guvern pe Ix, redenumind planeta Xuttuh.
Leto și moștenitorii familiei Vernius sunt primiți cu brațele deschise pe Caladan de ducele Paulus. Pe de altă parte, doamna Helena nu este dornică să acorde sanctuar copiilor ixieni, din cauza urii față de Casa Vernius și a credinței că tehnologia ixiană este o blasfemie care încalcă cea mai sacră poruncă a Jihadului butlerian: Să nu-ți faci mașină după asemănarea minții omului. Ca atare, începe să comploteze împotriva souțului ei, bătrânul duce. Între timp, tânărul Idaho ajunge în Cala City, capitala ducatului de pe continentul vestic. După o audiență la ducele Paulus, el este primit la curte pentru a lucra la grajduri.
Pe Wallach IX se naște o nouă fiică Harkonnen, care primește numele Jessica, adică bogăție într-o limbă veche. Rolul ei este de deveni bunica lui Kwisatz Haderach, dacă programul genetic merge conform planului.
La o luptă cu taurii, sportul preferat al ducelui, acesta este omorât de un taur salusan drogat. Duncan este acuzat a fi spion Harkonnen, fiind considerat responsabil pentru drogarea taurului. Leto știe că adevăratul vinovat este mama lui, Helena, și o trimite la o mănăstire de pe continentul estic pentru a evita răspândirea zvonurilor. Leto devine noul duce Atreides.
În cealaltă parte a galaxiei, Împăratul Padișah Elrood al IX-lea moare. Shaddam ajunge în sfârșit pe Tronul Leului de Aur și urmează a fi încoronat ca Împăratul Padișah Corrino al IV-lea al universului cunoscut. El pune la cale o încoronare fastuoasă pe Kaitain, invitând nobili de pe tot cuprinsul imperiului, printre care noul duce Leto și oaspeții săi, moștenitorii familiei Vernius, dar și pe baronul Vladimir Harkonnen.
Dar baronul plănuiește ceva. Un om de știință Richese tocmai a descoperit o nouă funcție a efectului Holtzman care poate face o navă complet invizibilă și nedetectabilă de senzori. Baronul îl pe Glossu Raban cu această nouă tehnologie, pentru a ataca delegația Tleilaxu și a face să apară totul ca fiind un atac Atreides. Pentru a evita o confruntare armată care ar putea degenera într-un război interstelar, ducele Leto oprează pentru un proces în fața consiliului nobililor din Landsraad. La prima vedere, acesta pare un act sinucigaș, având în vedere că un singur nobil din istoria imperiului a fost achitat prin această procedură.
Însă Bene Gesserit sunt decise să îl salveze pe Leto, deoarece au nevoie de el pentru programul lor genetic. Astfel, ele îi furnizează dovezi despre legătura dintre viitorul împărat și Tleilaxu, pe care Leto le folosește pentru a-l șantaja pe Shaddam. Deoarece Shaddam nu are nimic de câștigat de pe urma procesului lui Leto, nu poate risca expunerea implicării sale în lovitura de pe Ix și în experimentele de producere artificială a mirodeniei de acolo. Ca atare, își folosește influența pentru a convinge curtea să îl declare nevinovat pe Leto înainte să fie ascultată orice mărturie. După încoronarea lui Shaddam ca împărat, Leto îl șatnajează din nou pentru a obține amnistierea lui Rhombur și Kailea, iar împăratul e nevoit să accepte, împotriva voinței sale. Dar șantajul repetat începe să creeze o relație tensionată între el și duce.
Între timp, pe Dune, fremenii se unesc în moduri nevăzute până atunci în spatele profetului lor, Pardot Kynes, și a visului lui de a transforma casa lor într-un paradis înverzit.